# 小茨遗址
小茨遗址，位于中国甘肃省永靖县，为一个省级文物保护单位，类型为古遗址。
小茨遗址的历史年代为新石器时代。